# الانتخابات التشريعية الفارسية 1906
الانتخابات التشريعية الفارسية 1906 هي انتخابات تشريعية عُقدت في جولاي 1906 وهي الانتخابات الأولى من نوعها في البلاد وهي أول انتخابات تشريعية تتم بعد الثورة الدستورية الفارسية وذلك بأمر من الملك الفارسي مظفر الدين شاه.